# Strada Cloverfield 10
Strada Cloverfield 10 (titlu original: 10 Cloverfield Lane) este un film american din 2016 regizat de Dan Trachtenberg. Rolurile principale au fost interpretate de actorii Mary Elizabeth Winstead, John Goodman și John Gallagher Jr. Este al doilea film din franciza Cloverfield, după Monstruos (Cloverfield) în 2008.

## Prezentare
La scurt timp după ce a și-părăsit logodnicul, Michelle este implicată într-un accident de mașină. Ea se trezește legată într-un buncăr subteran. Curând ea va face cunoștință cu Howard -cel care a construit buncărul- și cu Emmett. Aceștia îi spun că a fost salvată fără să știe dintr-un cataclism apocaliptic, în timp ce ea descoperă că în buncăr a mai fost ținută prizonieră o fată dispărută fără urmă. Îi spune Howard adevărul? Chiar a avut loc un cataclism apocaliptic la suprafață?   Sau este ținută prizonieră fără voia sa? 

## Distribuție
- Mary Elizabeth Winstead - Michelle[10]
- John Goodman - Howard Stambler[11]
- John Gallagher, Jr. - Emmett DeWitt
- Bradley Cooper - Ben (voce)[12]
- Suzanne Cryer - Leslie[13]
- Sumalee Montano - Vocea de la radio